# Benoît Bastien
Benoît Bastien (Épinal, 17 april 1983) is een Frans voetbalscheidsrechter. Hij is in dienst van FIFA en UEFA sinds 2014. Ook leidt hij sinds 2011 wedstrijden in de Ligue 1.
Op 6 augustus 2011 leidde Bastien zijn eerste wedstrijd in de Franse hoogste divisie, toen Stade Brestois met 2–2 gelijkspeelde tegen Évian Thonon Gaillard. Tijdens dit duel trok de scheidsrechter viermaal de gele kaart. Zijn debuut in internationaal verband maakte de Fransman tijdens een wedstrijd tussen FC Luzern en St. Johnstone in de UEFA Europa League; het eindigde in 1–1 en Bastien gaf vier gele kaarten. Op 13 november 2015 leidde hij zijn eerste interland, toen Wales met 2–3 verloor van Nederland. Tijdens dit duel kregen de Nederlandse verdedigers Terence Kongolo en Jeffrey Bruma een gele kaart van de Franse leidsman.
Bastien was een van de scheidsrechters tijdens het WK –20 in 2019 in Polen.

## Interlands
| Datum             | Plaats                       | Wedstrijd                       | Uitslag | Competitie                 | Kreeg geel | Kreeg voor de tweede keer geel en dus rood | Weggestuurd |
| ----------------- | ---------------------------- | ------------------------------- | ------- | -------------------------- | ---------- | ------------------------------------------ | ----------- |
| 13 november 2015  | Cardiff, Wales               | Wales – Nederland               | 2 – 3   | Vriendschappelijk          | 3          | 0                                          | 0           |
| 1 september 2016  | Brussel, België              | België – Spanje                 | 0 – 2   | Vriendschappelijk          | 0          | 0                                          | 0           |
| 11 oktober 2016   | Oslo, Noorwegen              | Noorwegen – San Marino          | 4 – 1   | WK 2018 kwalificatie       | 4          | 0                                          | 0           |
| 5 september 2017  | Reggio Emilia, Italië        | Italië – Israël                 | 1 – 0   | WK 2018 kwalificatie       | 3          | 0                                          | 0           |
| 9 oktober 2017    | Turku, Finland               | Finland – Turkije               | 2 – 2   | WK 2018 kwalificatie       | 4          | 0                                          | 0           |
| 10 november 2017  | Villeneuve-d'Ascq, Frankrijk | Brazilië – Japan                | 3 – 1   | Vriendschappelijk          | 5          | 0                                          | 0           |
| 11 september 2018 | Elche, Spanje                | Spanje – Kroatië                | 6 – 0   | Nations League 2018/19     | 2          | 0                                          | 0           |
| 20 november 2018  | Solna, Zweden                | Zweden – Rusland                | 2 – 0   | Nations League 2018/19     | 1          | 0                                          | 0           |
| 8 september 2019  | Jerevan, Armenië             | Armenië – Bosnië en Herzegovina | 4 – 2   | EK 2020 kwalificatie       | 6          | 0                                          | 0           |
| 10 oktober 2019   | Rotterdam, Nederland         | Nederland – Noord-Ierland       | 3 – 1   | EK 2020 kwalificatie       | 4          | 0                                          | 0           |
| 15 november 2019  | Helsinki, Finland            | Finland – Liechtenstein         | 3 – 0   | EK 2020 kwalificatie       | 0          | 0                                          | 0           |
| 6 september 2020  | Madrid, Spanje               | Spanje – Oekraïne               | 4 – 0   | Nations League 2020/21     | 3          | 0                                          | 0           |
| 7 oktober 2020    | Keulen, Duitsland            | Duitsland – Turkije             | 3 – 3   | Vriendschappelijk          | 4          | 0                                          | 0           |
| 18 november 2020  | Wenen, Oostenrijk            | Oostenrijk – Noorwegen          | 1 – 1   | Nations League 2020/21     | 4          | 0                                          | 0           |
| 25 maart 2021     | Solna, Zweden                | Zweden – Georgië                | 1 – 0   | WK 2022 kwalificatie       | 4          | 0                                          | 0           |
| 20 juni 2021      | Doha, Qatar                  | Oman – Somalië                  | 2 – 1   | Arab Cup 2021 kwalificatie | 4          | 0                                          | 0           |
| 23 juni 2021      | Doha, Qatar                  | Libanon – Djibouti              | 1 – 0   | Arab Cup 2021 kwalificatie | 9          | 0                                          | 0           |
| 1 september 2021  | Istanboel, Turkije           | Turkije – Montenegro            | 2 – 2   | WK 2022 kwalificatie       | 8          | 0                                          | 0           |
| 12 oktober 2021   | Loulé, Portugal              | Portugal – Luxemburg            | 5 – 0   | WK 2022 kwalificatie       | 3          | 0                                          | 0           |
| 15 november 2021  | Luzern, Zwitserland          | Zwitserland – Bulgarije         | 4 – 0   | WK 2022 kwalificatie       | 4          | 0                                          | 0           |
| 11 juni 2022      | Cardiff, Wales               | Wales – België                  | 1 – 1   | Nations League 2022/23     | 4          | 0                                          | 0           |
| 26 september 2022 | Boedapest, Hongarije         | Hongarije – Italië              | 0 – 2   | Nations League 2022/23     | 3          | 0                                          | 0           |
| 25 maart 2023     | Málaga, Spanje               | Spanje – Noorwegen              | 3 – 0   | EK 2024 kwalificatie       | 2          | 0                                          | 0           |
| 18 november 2023  | Jerevan, Armenië             | Armenië – Wales                 | 1 – 1   | EK 2024 kwalificatie       | 4          | 0                                          | 0           |
| 11 oktober 2024   | Praag, Tsjechië              | Tsjechië – Albanië              | 2 – 0   | Nations League 2024/25     | 2          | 0                                          | 0           |
| 20 maart 2025     | Plovdiv, Bulgarije           | Bulgarije – Ierland             | 1 – 2   | Nations League 2024/25     | 8          | 0                                          | 0           |

Laatst bijgewerkt op 27 maart 2025.